# Boox A62S Evo

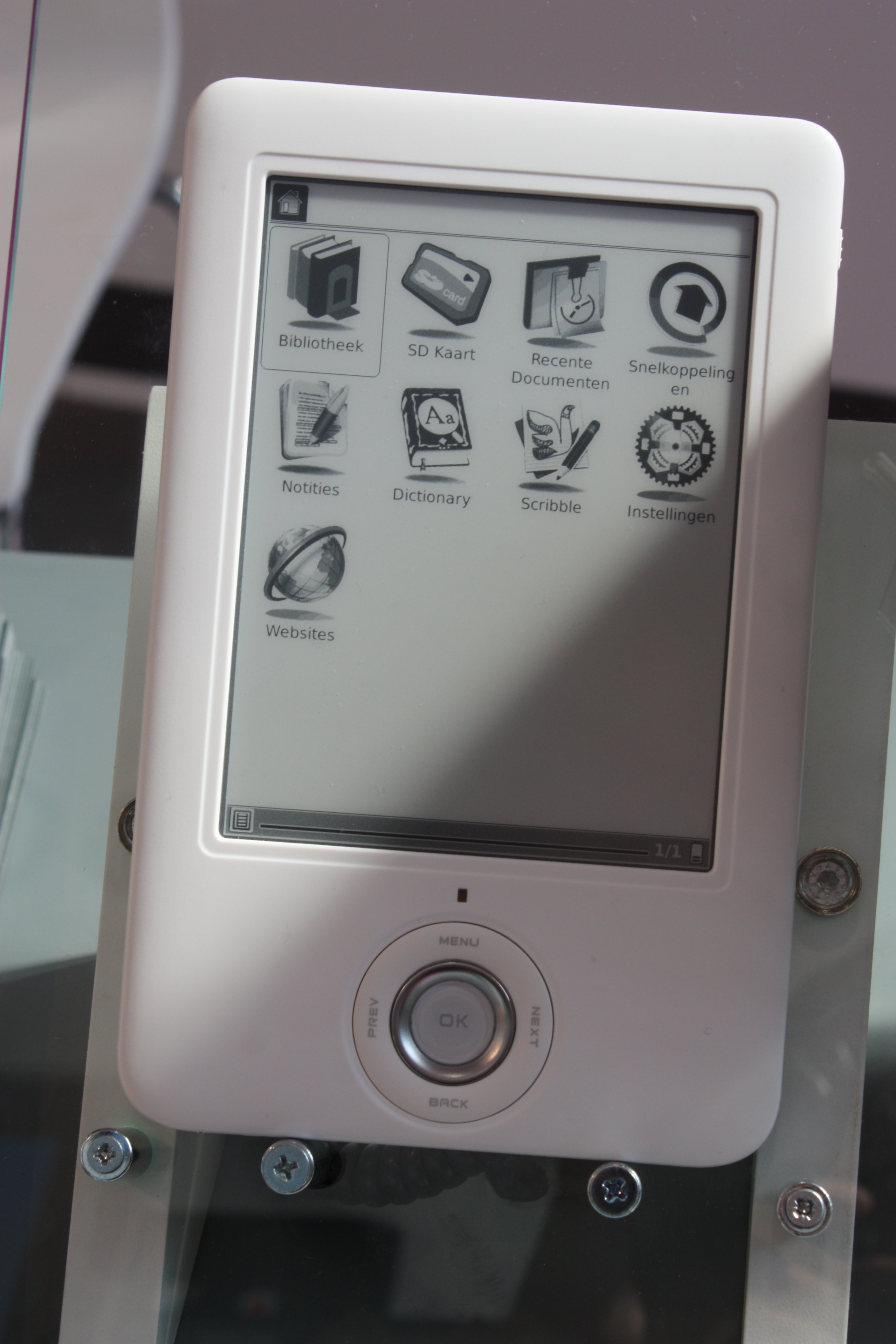
Onyx Boox 60 – poprzednik A62S Evo o identycznym wyglądzie

Boox A62S Evo – e-czytnik (tj. czytnik treści elektronicznej, np. książek) wykonany w technologii elektronicznego papieru. Zasada jego działania diametralnie różni się od powszechnie stosowanych w elektronice wyświetlaczy LCD. W wyświetlaczu zastosowano elektroniczny tusz (e-ink), który sterowany polem elektromagnetycznym tworzy dowolne wzory na powierzchni ekranu. Dzięki wyeliminowaniu elementów świecących oraz konieczności ciągłego odświeżania obrazu, uzyskano ekran nie męczący wzroku i zapewniający dobry obraz, nawet w pełnym słońcu. Pod względem wygody użytkowania, elektroniczny papier nie różni się od zadrukowanej kartki. Ponadto ekran jest wysoce energooszczędny – wykorzystuje energię elektryczną tylko przy odświeżaniu; raz narysowany obraz pozostaje.
Producentem tego urządzenia jest chińska firma Onyx International Inc. Czytnik pojawił się na rynku w 2012 roku. W Polsce jego dystrybutorem jest ARTA TECH.

## Specyfikacja urządzenia
- ekran: 
  - 6 cali E Ink EPD,
  - 16 odcieni szarości,
  - ekran dotykowy w technologii WACOM z możliwością swobodnego pisania rysikiem po całej powierzchni
- procesor: 800Mhz,
- pamięć RAM 128 MB,
- wewnętrzna Pamięć flash: 4GB,
- obudowa wykonana z poliwęglanowych i aluminiowych elementów.
- porty zewnętrzne:
  - USB 2.0,
  - 3.5mm wyjście słuchawkowe stereo,
  - port kart pamięci SD/MMC z obsługą SDIO oraz SDHC,
- bateria: 
  - 1600mAh Li-Polymer przy jednorazowym pełnym naładowaniu wystarcza nawet na kilka tygodni użytkowania,

## Oprogramowanie
- przeglądarki obsługujące formaty: 
  - PDF z funkcją reflow
  - TXT
  - HTML
  - MOBIPOCKET (PRC/MOBI)
  - EPUB
  - CHM
  - RTF
  - FB2
  - PDB
  - DjVu
  - JPG
  - GIF
  - BMP
  - TIFF
  - MP3
  - MS Office 2003, 2007 - doc, docx, xls, xlsx, ppt, pptx
- interfejs użytkownika w wielu językach, w tym polskim,
- obsługa e-książek zabezpieczonych za pomocą DRM (formaty PDF i EPUB)
- przeglądarka internetowa z obsługą HTTPS i JavaScript (pomimo braku modułu WiFi można otwierać strony zapisane offline za pomocą np. komputera),
- dostęp on-line do księgarni internetowej Legimi, z której można kupować publikacje wprost do urządzenia
- możliwość manipulacji wielkością i krojem czcionki oraz interlinii w tekście,
- przybliżanie/oddalanie,
- tworzenie dowolnej ilości zakładek w książkach,
- interaktywny spis treści (możliwość szybkiego przeskakiwania do konkretnych rozdziałów),
- wyszukiwanie słów kluczowych w księgozbiorze (niezastąpione w przypadku na przykład słowników),
- kilka opcji prezentacji katalogu książek (lista tytułów, okładek, lista szczegółowa)
- możliwość tworzenia dowolnych (również „odręcznych” adnotacji w treści),
- odręczne notatki lub szkice,
- słowniki (w formacie StarDict) dostępne z poziomu czytanego tekstu,
- TTS w języku polskim, dostępny od wersji 1.4 oprogramowania dzięki oprogramowaniu IVONA
- proste aplikacje i gry (w tym: kalkulator i kalendarz)

## System operacyjny
Czytnik pracuje pod kontrolą open-source’owego systemu operacyjnego Linux z jądrem w wersji 2.6.35. Po podłączeniu się do terminala szeregowego przez port USB (wymagane pobranie aplikacji) możliwe jest dowolne modyfikowanie parametrów urządzenia – w niektórych wersjach m.in. poprawienie kontrastu ekranu. Interfejs graficzny obsługiwany jest przez framework Qt, firma Onyx udostępniła Onyx SDK, umożliwiając tworzenie dowolnych aplikacji. Można także tworzyć własne skrypty – wystarczy nadać im rozszerzenie OAR, by stały się wykonywalne.